# Донецкие шахтёры
«Донецкие шахтёры» — цветной художественный фильм, снятый в 1950 году Леонидом Луковым на Киностудии имени Максима Горького по сценарию Бориса Горбатова.
Премьера фильма состоялась 16 мая 1951 года.
В 1951 году фильм просмотрело 18,9 млн зрителей, в результате чего он занял 7 место по прокату в СССР.
В фильме дебютировал Олег Голубицкий.

## Награды
Фильм был награждён премией труда на Международном кинофестивале 1951 года в Карловых Варах (ЧССР).
В 1952 году за создание фильма Сталинской премией второй степени были награждёны Б. Л. Горбатов и В. А. Алексеев, сценаристы; Л. Д. Луков, режиссёр-постановщик; М. Н. Кириллов, оператор-постановщик; Т. Н. Хренников, композитор; П. И. Пашкевич, художник-постановщик; В. В. Меркурьев исполнитель роли Сидора Трофимовича Горового; Б. П. Чирков, исполнитель роли Степана Павловича Недоли; А. П. Зуева, исполнительница роли Евдокии Прохоровны Недоли А. А. Петров, исполнитель роли Василия Орлова.

Заключение Художественного совета Министерства кинематографии СССР по фильму «Донецкие шахтёры»:

(…) Фильм «Донецкие шахтёры» отличается высокими достоинствами режиссерской (Л. Луков) и операторской работы (М. Кириллов). Музыка композитора Т. Хренникова помогает более яркому и доходчивому усвоению содержания фильма.

Наряду с большими достоинствами в картине «Донецкие шахтёры» имеются недостатки. В целом от фильма остаётся впечатление некоторой «приглаженности». Слишком много праздничных эпизодов, торжественных обедов. Не во всём убедительной получилась линия ухода Горового с поста заведующего шахтой; образ главного инженера шахты Андреева, которому Горовой передаёт руководство шахтой, вышел схематичным и мало привлекательным. Ниже общего художественного уровня фильма его заключительная сцена.

В целом же картина «Донецкие шахтёры» — удачное произведение. В фильме убедительно рассказано о значении труда шахтёра, показана забота партии о развитии угольной промышленности и её тружениках. Художественный совет не возражает против выпуска фильма на экран.

12.03.1951 г. 

Председатель Художественного совета

Л. Ильичёв

## Сюжет
Фильм о шахтёрской жизни на Донбассе. Происходит внедрение новых технологий. Шахтёры воспринимают это с оптимизмом.

## В ролях
- Михаил Геловани — Сталин (в полной версии)
- Алексей Грибов — Климент Ворошилов
- Владимир Дружников — Дмитрий Иванович Трофименко, конструктор
- Пётр Алейников — Андрей Постойко
- Олег Жаков — Андреев, главный инженер шахты
- Сергей Лукьянов — Алексей Фёдорович Кравцов, секретарь Обкома КП(б)У
- Клара Лучко — Лидия Степановна Недоля
- Василий Меркурьев — Сидор Трофимович Горовой, начальник шахты
- Борис Чирков — Степан Павлович Недоля, почётный шахтёр
- Лидия Смирнова — Вера Николаевна, жена Трофименко
- Анастасия Зуева — Евдокия Прохоровна, жена Степана Недоли
- Иван Пельтцер — Петрович, старый шахтёр
- Андрей Петров — Василий Орлов
- Виталий Доронин — Павел Степанович Недоля, парторг шахты
- Анатолий Игнатьев — Владимир Степанович Недоля
- Виктор Хохряков — Министр угольной промышленности
- Алексей Алексеев — Начальник комбината
- Виктор Авдюшко — водитель машины секретаря Обкома (нет в титрах)
- Павел Волков — Яков Иванович, старый шахтёр (нет в титрах)
- Анна Коломийцева — Маруся Горовая, жена начальника шахты (нет в титрах)
- Евгений Моргунов — шахтёр, сын Горовых (нет в титрах)
- Наталья Защипина — внучка Горовых (нет в титрах)
- Елена (Ляля) Вольская — гостья на свадьбе Степана Недоли (нет в титрах)
- Иван Турченков — гость на свадьбе Степана Недоли (нет в титрах)
- Владимир Лепко — дирижёр (нет в титрах)
- Геннадий Сергеев — навалоотбойщик (нет в титрах)
- Олег Голубицкий — Карпенко, молодой инженер (нет в титрах)
- Семён Свашенко — инженер (нет в титрах)
- Александра Харитонова — официантка (нет в титрах)
- Нина Агапова — девушка на свадьбе Лиды (нет в титрах)
- Клавдия Хабарова — девушка на празднике (нет в титрах)
- А. Мансветов — Молотов
- Николай Мордвинов — Берия[5]
- Г. Пасечник — Маленков
- Старые шахтёры (нет в титрах) — Гавриил Белов, Владимир Уральский, Ростислав Ивицкий
- Шахтёры (нет в титрах) — Пётр Любешкин, Андрей Мирошниченко, Константин Сорокин, Павел Тимченко, Леонид Чубаров, Михаил Пуговкин, Евгений Шутов (шахтёр играющий на баяне), Алексей Бахарь
- В эпизодах — Кирилл Зашибин, Вера Бурлакова, Виктор Ключарёв (нет в титрах).

## Съёмочная группа
- режиссёр — Леонид Луков
- сценаристы — Владимир Алексеев и Борис Горбатов
- оператор — Михаил Кириллов
- композитор — Тихон Хренников
- художники — Пётр Галаджев и Пётр Пашкевич